# Jacques de Mailly
Jacques de Mailly  ou Jacquelin de Mailly  est un dignitaire de l'ordre du Temple qui fut maréchal de l'ordre pendant la maîtrise de Gérard de Ridefort. Il meurt durant la bataille de La Fontaine du Cresson le 1er mai 1187.

## Biographie
Jacques de Mailly est probablement originaire du Comté de Touraine.
D'après certaines sources, il aurait été nommé maréchal de l'ordre du Temple à partir de 1186, année où est encore nommé à ce poste Robert Fraisnel. Toutefois, de nombreuses autres sources, dont plusieurs contemporaines, nomment comme victimes à la bataille de La Fontaine du Cresson le sénéchal Urs d'Alneto, le maréchal Robert Fraisnel ainsi que frère Jacques de Mailly. C'est donc probablement Robert Fraisnel qui détient la charge de maréchal, mais le fait que Jacques de Mailly soit cité démontre son importance. Peut-être est-il un dignitaire important (sous-maréchal ? Ce qui pourrait expliquer certaines confusions) ou s'est-il distingué par ses qualités guerrières.
En sa qualité de dignitaire templier, il accompagne à Tibériade les grands-maîtres du Temple et de l'Hôpital, Gérard de Ridefort et Roger de Moulins chargés de réconcilier Guy de Lusignan et Raymond de Tripoli après que Renaud de Châtillon, seigneur d'Outre-Jourdain, brise la trêve entre Francs et musulmans en attaquant une caravane qui se rendait du Caire à Damas et dans laquelle se trouvait la sœur de Saladin.

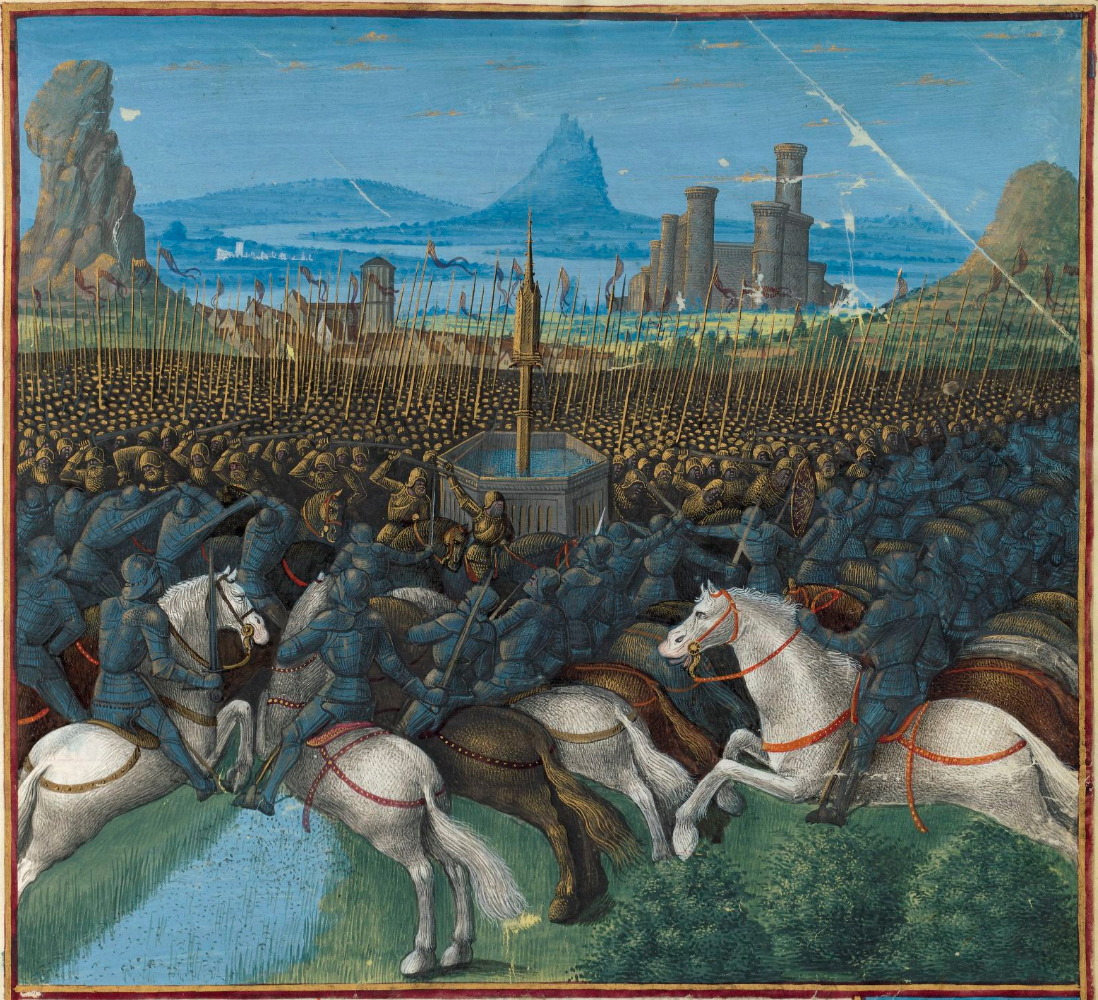
La bataille de La Fontaine du Cresson, miniature par Jean Colombe vers 1474.

La petite troupe, composée d'environ 150 chevaliers, rencontre une armée de Saladin composée de 7 000 hommes, et Gérard de Ridefort souhaite engager le combat malgré les contestations de Roger de Moulins et de Jacques de Mailly. Le grand-maître du Temple insulte alors le Templier en lui disant vous tenez trop à cette tête blonde que vous la vouliez si bien garder, ce à quoi il répondit Non, je me ferai tuer comme un brave et c'est vous qui tournerez bride comme un lâche,. Les chevaliers francs chargent alors les musulmans le 1er mai 1187 lors la bataille de La Fontaine du Cresson où ils périssent sous le nombre de leurs adversaires. Parmi les pertes figurent notamment Roger de Moulins, le sénéchal Urs d'Alneto et le maréchal Robert Fraisnel.
Seuls cinq chevaliers hospitaliers et trois chevaliers templiers, dont Gérard de Ridefort comme l'avait prédit Jacques, survivent à cette bataille.

## Source
- René Grousset, L'épopée des Croisades, 1939.
- (en) Jochen Burgtorf, The Central Convent of Hospitallers and Templars : History, Organization, and Personnel (1099/1120-1310), Leiden/Boston, Brill, 2008, 761 p. (ISBN 978-90-04-16660-8, présentation en ligne, lire en ligne)
- Emmanuel Guillaume Rey, « L'ordre du Temple en Syrie et à Chypre, les Templiers en Terre Sainte », Revue de Champagne et de Brie,‎ 1888, p. 241 à 256 et 367 à 379 (lire en ligne, consulté le 11 février 2022)